# Saint-Martin-la-Pallu
Saint-Martin-la-Pallu is een gemeente in het Franse departement Vienne (regio Nouvelle-Aquitaine). De plaats maakt deel uit van het arrondissement Poitiers. Saint-Martin-la-Pallu (met streepjes) is de opvolger van de gemeente Saint Martin la Pallu (zonder streepjes), die op 1 januari 2017 is ontstaan door de fusie van de gemeenten Blaslay, Charrais, Cheneché en Vendeuvre-du-Poitou, en die op 1 januari 2019 is gefuseerd met de gemeente Varennes. 
1. ↑  Populations de référence 2022.